# Волльвебер, Эрнст
Эрнст Волльве́бер (также Вольвебер, нем. Ernst Wollweber; 29 октября 1898, Ганн. Мюнден — 3 мая 1967, Восточный Берлин) — министр государственной безопасности ГДР в 1953—1957 годах.

## Биография
Родился в 1898 году в Ганновере. Во время Первой мировой войны служил в кайзеровских ВМС. В ноябре 1918 года был активным участником Кильского восстания на флоте, первым поднял красный флаг на линкоре «Гельголанд». В 1919 году вступил в КПГ. С 1921 — член ЦК КПГ. В 1924 году был арестован, в 1926 году освобождён. В 1928 году был избран депутатом прусского ландтага. В 1932 году избран депутатом рейхстага.
Возглавил интернационал пролетарских моряков и портовых рабочих. В 1933 году после прихода к власти нацистов бежал в Копенгаген. Возглавил законспирированную организацию, известную как «союз моряков», «союз Волльвебера», «лига Волльвебера», занимавшуюся сбором развединформации и диверсиями против германских кораблей в районе Балтийского моря. После подрыва корабля в стокгольмском порту в 1941 году арестован в Швеции и осужден на три года. В 1944 году был выслан в СССР.
После окончания Второй мировой войны вернулся в Германию и вступил в СЕПГ. С 1950 года — замминистра транспорта ГДР. В 1953 году возглавил Министерство государственной безопасности ГДР, сменив Вильгельма Цайссера. Занимал этот пост до 1957 года. В 1958 году обвинен в антипартийной деятельности и выведен из ЦК. Как писал П. Судоплатов, Волльвебер сообщил советскому руководству о разногласиях, существовавших между лидерами ГДР, а Н. Хрущёв, испытывавший неприязнь к органам госбезопасности, выдал эту информацию В. Ульбрихту.

## Награды
- Золотой орден «За заслуги перед Отечеством» (ГДР) (1954)